# Langenrader Windmühle

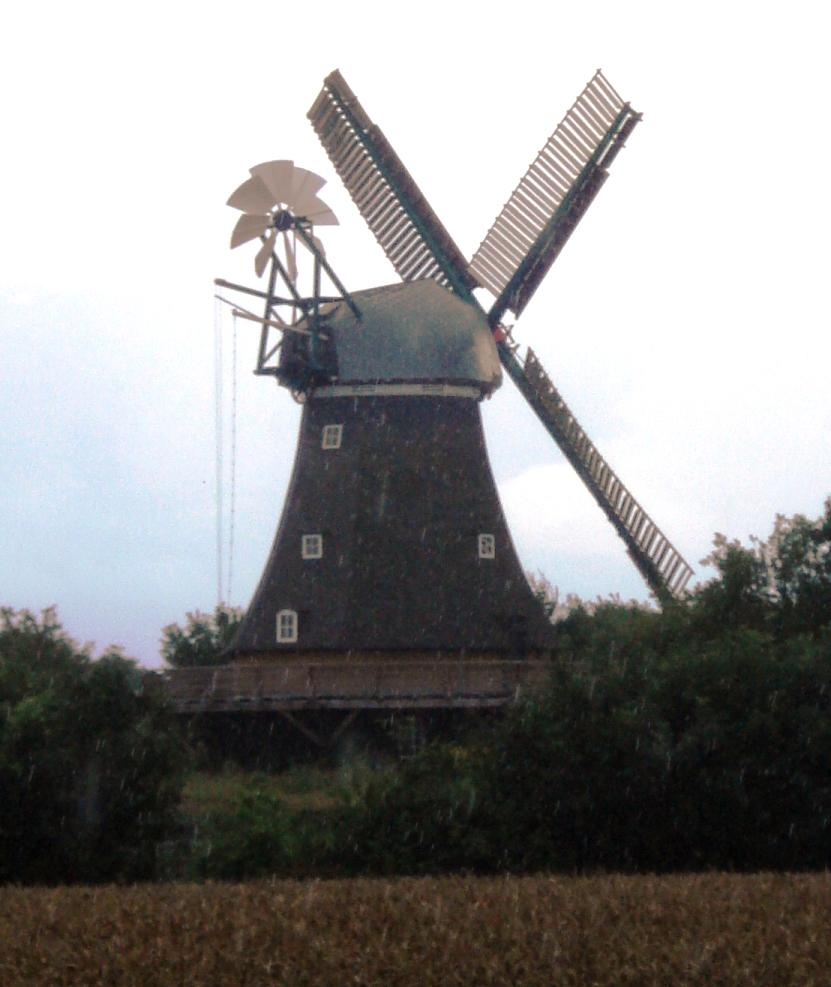
Die Langenrader Windmühle „Sventana“

Die Langenrader Windmühle, seit 1985 Sventana genannt, ist eine alte Windmühle in der Gemeinde Ascheberg nördlich des Ortsteils Langenrade und südlich des Dorfes Karpe im Kreis Plön in Schleswig-Holstein.
Sie ist aufgrund ihrer erhöhten Lage gut sichtbar und eines der Wahrzeichen der Gemeinde Ascheberg.

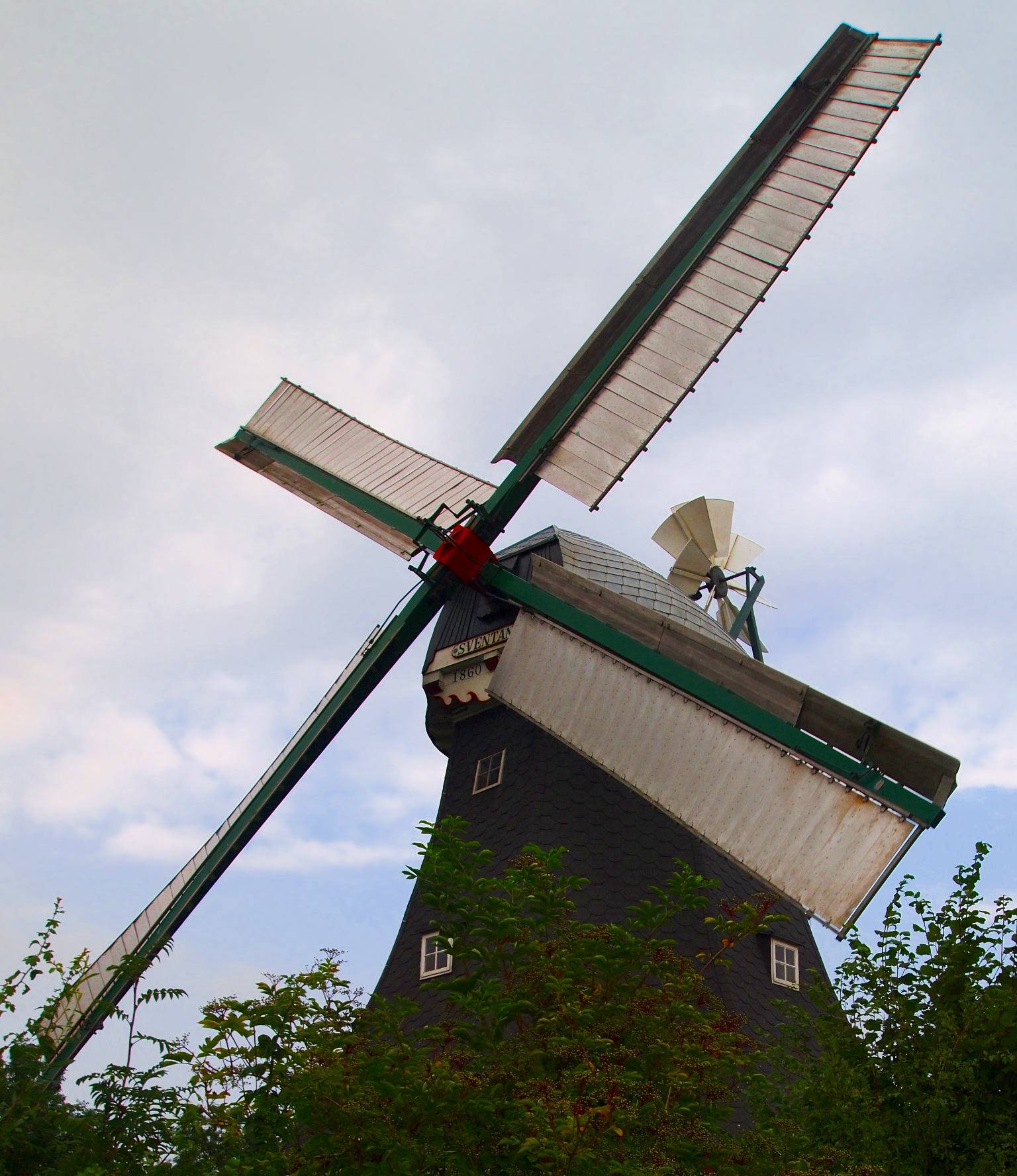
Die Langenrader Windmühle „Sventana“

Es handelt sich um eine vierstöckige Galerieholländermühle, die auf einem backsteinernen oktogonalen Unterbau (Turm) ein mit Schiefer gedecktes Dach und eine mit Metall gedeckte Kappe trägt.

## Geschichte

### In Kleinmühlen
Die Windmühle wurde 1859/60 durch den Mühlenbauer Carl Friedrich Trahn (1806–1888) aus Neustadt in Holstein für den Müller Meyer in Kleinmühlen südöstlich von Plön als Erdholländermühle errichtet. Dort hatte sie mit Segeltuch bespannte Flügel, die Ausrichtung gegen den Wind erfolgte über einen Steert.

### In Langenrade
1890 wurde die Windmühle von dem Müller Wittgrefe gekauft, in Kleinmühlen abgebaut und im etwa 10 km entfernten Langenrade als Ersatz für eine abgebrannte Vorgängerin wieder errichtet. Dabei erhielt die Windmühle einen erhöhten Unterbau und eine Galerie (und wurde damit vom Erd- zum Galerieholländer) sowie (nach dem aktuellen Stand der Technik) Jalousieflügel und eine Windrose (zur Ausrichtung gegen den Wind). Seit 1903 konnte die Mühle bei zu schwachem Wind (oder Windstille) durch Maschinenkraft angetrieben werden.
Der Mühlenbetrieb wurde nach 1946 erweitert, wobei ab 1949 die Mühle nicht mehr durch Wind angetrieben wurde und die Flügel entfernt wurden. 1967 wurde die Kappe der Mühle durch Sturm zerstört. 1976 wurde der Betrieb der Mühle eingestellt. Zwischen 1982 und 1990 wurde die Mühle von neuen Eigentümern, darunter Renate und Uwe Karstens, wieder zu einer funktionsfähigen Windmühle umgebaut. Nach weiteren Einbauten hat die Langenrader Mühle den technischen Stand der Zeit um 1900 erreicht. 1997 wurde die Galerie erneuert und die ursprünglich eingebauten Segelflügel wieder durch Jalousieflügel ersetzt.
Die Windmühle wird heute für das Mahlen von Getreide eingesetzt und ist für Besichtigungen zugänglich.
Im Jahre 2012 erhielt der Mühlensachverständige und Inhaber Uwe Karstens den Deutschen Preis für Denkmalschutz.

## Sonstiges
- 1985 wurde die Langenrader Windmühle „Sventana“ benannt – nach dem wagrischen Namen (= „die Heilige“) des den nahen Kleinen Plöner See durchfließenden Flusses Schwentine.
- Seit 1991 steht die Langenrader Windmühle als Technisches Denkmal unter Denkmalschutz.

## Links
- Liste der Windmühlen in Deutschland
- Mühlen im Naturpark Holsteinische Schweiz